# Megachile blanda
Megachile blanda är en biart som beskrevs av Mitchell 1930. Megachile blanda ingår i släktet tapetserarbin, och familjen buksamlarbin. Inga underarter finns listade i Catalogue of Life.